# Félicité Parmentier
‘Félicité Parmentier’ est un cultivar de rosier ancien obtenu avant 1841 par l'obtenteur Louis Parmentier (1782-1847). Cette rose est toujours fort prisée de nos jours.

## Description
Ce rosier vigoureux au port compact et harmonieux s'étale à 120 cm pour 90 cm et montre un feuillage abondant vert-gris aux folioles très dentées. Le buisson est peu épineux. Les fleurs s'ouvrent en boutons à plat laissant la place à une grosse boule d'un rose pâle aux pétales chiffonnés bordés de rose chair. Elles sont délicatement parfumées. La floraison abondante n'est pas remontante. 'Félicité Parmentier' fleurit sur le bois ancien. Sa zone de rusticité est de 4b à 9b. Il supporte donc les hivers très froids.
Le succès de cet hybride tétraploïde de Rosa alba ne se dément pas depuis près de deux siècles pour son caractère très sain et ses fleurs délicatement romantiques. Il apprécie une ombre légère.
On peut l'admirer notamment à l'Europa-Rosarium de Sangerhausen.

## Distinctions
- Prix du Mérite de la Royal Horticultural Society